# Doris Tislar
Doris Tislar (20 april 1993) is een Estische actrice.
Tislar studeerde in 2012 af aan een gymnasium in Tallinn, waarna ze in 2014 een tweejarige toneelopleiding afrondde aan de Valla Folkhögskola in het Zweedse Linköping. Vervolgens volgde ze in 2016-2017 een dansopleiding aan de Universiteit van Tartu. Sinds 2018 is ze verbonden aan het Eesti Noorsooteater. In 2022 verscheen de eerste Estische Viaplay Original-televisieserie Who Shot Otto Mueller?, waarin Tislar een van de hoofdrollen had.

## Filmografie (selectie)
Films
- 2007: Klass
- 2008: Mina olin siin - als Hanna
- 2016: Issei - als Alexia
- 2020: O2 (Dawn of War) - als Linda Ahven

Televisieprogramma's
- 2022: Who Shot Otto Mueller? - als detective Agnes Maramaa (8 afleveringen, Viaplay)
- 2023: Estonia - als Grete Kukk (5 afleveringen)